# Оливковая щурка
Оливковая щурка (лат. Merops superciliosus) — птица семейства щурковых (Meropidae). Выделяют два подвида: M. s. superciliosus и M. s. alternans.
Оседлая птица, обитающая в Африке южнее Сахары и на Мадагаскаре.
Одно время вид Merops superciliosus включал также современный вид зелёная щурка (Merops pesicus) — перелётных птиц, гнездящихся в том числе на территории стран бывшего СССР. Соотвенно, в литературе этого периода на русском языке вид Merops superciliosus назывался зелёная щурка.